# Parachilna Gorge
Koordinaten: 31° 7′ 49″ S, 138° 31′ 9″ O
Die Parachilna Gorge ist eine Schlucht im  Bundesstaat Südaustralien in Australien. Sie befindet sich  circa 8 Kilometer östlich der kleinen Ortschaft Parachilna. Der sie durchfließende Parachilna Creek schlängelt sich durch diesen Teil der zerklüfteten Bergkette der Flinders Range.
Die kahlen, rötlichen Felsen der Schlucht leuchten in der frühen Morgen- und späten Nachmittagssonne eindrucksvoll auf und sind beliebte Fotomotive.